# Parafia Matki Boskiej Częstochowskiej w Zegrzu Pomorskim
Parafia pw. Matki Bożej Częstochowskiej w Zegrzu Pomorskim – parafia należąca do dekanatu Bobolice, diecezji koszalińsko-kołobrzeskiej, metropolii szczecińsko-kamieńskiej. Została utworzona w 1987 roku. 

## Miejsca święte

### Kościół parafialny
Kościół Matki Boskiej Częstochowskiej w Zegrzu Pomorskim
Kościół parafialny jest w trakcie budowy. Mieścić się będzie pod numerem 8b.

### Kościoły filialne i kaplice
- Kościół pw. Trójcy Świętej w Krępej
- Kościół pw. Matki Bożej Częstochowskiej w Niedalinie
- Kościół pw. św. Piotra i Pawła w Świelinie